# 黃獅渡戰鬥
黃獅渡戰鬥發生於西元1933年1月2日－9日，地點則是在中華民國江西省金谿县（今中華人民共和國江西省撫州市南城縣沙洲鎮黃獅村，約27°44′53″N 116°46′44″E / 27.74806°N 116.77889°E）。是國共內戰前期主要戰鬥之一，交戰一方為中華民國國民革命軍，另一方則為中國共產黨所領導之中國工農紅軍。戰鬥末了，雙方互有傷亡。戰鬥發生在第四次江西剿共戰爭的前夕。

## 雙方各自宣稱勝利

### 中華民國
國民革命軍第18軍第14師，後來演變成中華民國國軍陸軍第206師，代號威武部隊。其隊歌提到黃獅渡戰鬥：
|  | 我們是國民革命的先鋒。我們是百戰百勝的英雄。五次圍剿，連戰皆捷，黃獅渡役大獲成功。 西安事變赴國難，永懷偉大總統 蔣公；抗日戰爭顯威名，剿匪抗戰爭光榮。 團結安全。注重績效。大智，大仁，大勇。發揚黃埔傳統精神，反共復國，促進大同。 |

### 中華人民共和國
黃獅渡由金谿縣改隸南城縣。1964年7月撫州市南城縣沙洲鎮黃獅村立有「黃獅渡大捷紀念碑」。其碑銘宣稱：
|  | 一九三三年一月，朱德同志遵照毛主席的軍事思想，指揮紅軍先後在黃獅渡殲敵一個旅和一個團，取得了中央革命根據地第四次反圍剿開頭一仗的偉大勝利。 |

需要特別指出的是，戰鬥時值寧都會議（1932年10月）剛過，所謂的毛澤東軍事思想在當時被中共定性為「純粹防禦路線」、「右傾主要危險」。毛澤東被迫到福建「養病」，並無領導此次戰鬥。